# Podelmis v-altum
Podelmis v-altum là một loài bọ cánh cứng trong họ Elmidae. Loài này được Champion mô tả khoa học năm 1923.